# 易感染宿主
易感染宿主（いかんせん・しゅくしゅ、英: compromised host）は、免疫の機能の低下により、通常では感染することなく生体に症状が出ない微生物によっても、容易に感染を起こし、臓器機能障害・症状が出やすい状態になった人のことをいう。一般的に臨床の現場では、英語読みのコンプロマイズド・ホストという言葉が使われる。
常在菌と呼ばれる一部の細菌は、ヒトの体表・体内に住み着いていても、通常は共生し影響を及ぼさない。しかし、易感染宿主では、障壁（バリア）を突破し、臓器へ影響を与えながら増殖する。
免疫力の低下が強い場合には、無菌状態におかれる必要がある。ただし、それでも日和見感染に代表される病気を含めて完全にあらゆる病気を防ぐことができるわけではない。もちろん、こういった患者は面会禁止の措置がとられる。また、コンプロマイズドホストは、難治性感染症に罹患しやすいほか、院内感染症の被害になりやすく、それに関する問題も度々起きている。

## 易感染宿主となる原因
- 加齢
- 栄養失調
- 先天性免疫不全
- 後天性免疫不全症候群
- ステロイドやその他の免疫抑制剤
- 抗癌剤
- 白血病やその他の血液疾患
- 各種の固形悪性腫瘍そのものの影響
- 放射線被曝

## 易感染性宿主にみられる代表的感染症（日和見感染）
- ニューモシスチス肺炎
- カンジダ症
- アスペルギルス症
- クリプトコッカス症

その他の真菌感染症
- 緑膿菌感染
- セラチア感染

その他の細菌感染症
- サイトメガロウイルス網膜炎
- JCウイルス脳炎

その他のウイルス感染症